# Amblyodipsas microphthalma
Amblyodipsas microphthalma är en ormart som tillhör släktet Amblyodipsas inom familjen stilettormar.

## Kännetecken
Arten har en trubbig nos och släta fjäll. Kroppen är mörkbrun eller svart på ovansidan och fjällen har en lila glans. På sidorna är den ljusare och på buken övergår färgen i vitt eller gult. Längden är 25-33 centimeter. Arten är giftig.

## Utbredning
Utbredningsområdet omfattar södra Moçambique,  Sydafrikanska republiken (nordöstra Transvaal och norra Zululand).

## Levnadssätt
Arten är en grävande orm, som gräver ner sig i sand och under stenar i stenig terräng. Ormen är nattaktiv. Dess föda består bland annat av benlösa skinkar och andra mindre djur som lever i marken.